# Automatisme (psychologie)
Pour les articles homonymes, voir Automatisme (homonymie).
En psychologie, un automatisme est la réalisation spontanée d'un geste involontaire. Le terme est introduit par Pierre Janet en 1889.

## L'automatisme psychologique selon Pierre Janet
Pour Pierre Janet, il s'agit d'une « activité humaine dans ses formes les plus simples, les plus rudimentaires ». Il distingue deux types d'automatisme : l'automatisme total et l'automatisme partiel. L'automatisme, même total, comporte une conscience élémentaire. Ces deux niveaux d'automatisme se conçoivent en référence à la notion de champ de la conscience par analogie avec le champ visuel. Le champ de la conscience se définit comme le plus grand nombre de phénomènes susceptibles de se présenter simultanément à la conscience. Ce qui suppose chez le sujet un effort de synthèse psychique plus ou moins élevée constituant la plus ou moins grande étendue de ce champ. Le niveau le plus réduit de ce champ est l'état cataleptique où une seule idée vient l'occuper entièrement. L'hypothèse de Janet est que les enchaînements de gestes provoqués dans l'état cataleptique relèvent encore d'une activité psychologique.
Avec l'extension du champ de la conscience apparaissent des images accessoires formant l'idée du moi, du monde extérieur et du langage, les phénomènes se présentent alors sous la forme d'une perception. L'automatisme des perceptions relève de l'automatisme total mais permet au sujet une mince interaction avec son environnement que l'on ne trouve pas dans les actes accomplis en état de catalepsie. Un exemple d'automatisme total est rapporté par Janet avec Léonie, une de ses patientes : lorsqu'en début de sommeil provoqué (somnambulisme) Janet se contente de lui joindre les mains, la patiente étant en état cataleptique, cela déclenche chez elle un enchaînement de gestes mimant la conduite de communion à l'église. De là, Janet soutient l'idée qu'en état de catalepsie la conscience est bien là, certes c’est une conscience élémentaire, mais irréductible à la simple physiologie.
L'argument selon lequel la catalepsie n'est pas un phénomène psychologique parce que la conscience en serait totalement absente (au sortir de la catalepsie le sujet n'en a en effet aucun souvenir) n'est pas recevable. Pour Janet cette absence ne démontre rien : un lecteur du Times tué brusquement après sa lecture n'aura aucun souvenir de sa lecture. Dira-t-on alors que son activité de lecture en était dépourvue ?
De plus, il relève qu'à la fois ces mouvements résultent d'une coordination intelligente, et à la fois il existe un effet d'apprentissage : « un certain souvenir se manifeste d'abord dans les catalepsies suivantes par l'habitude qu'acquiert rapidement le sujet de faire avec plus de perfection les actes qu'on lui fait faire le plus souvent ».

## L'automatisme selon Henri Wallon
Wallon commence par distinguer deux types d'automatisme. Le premier est l'automatisme naturel (qu'il nomme instinct naturel), qui est minoritaire chez l'Homme, et qui consiste en un enchainement d'action répondant à un stimulus donné. Le second est l'automatisme artificiel, qui est « un moyen dont dispose l'organisme pour gérer son rapport avec le milieu par la mise en forme précise de son activité de relation ».
Cependant, « l'automatisme est loin d'être la collection d'opérations mécanisées que l'on imagine souvent. Sans plasticité d'adaptation aux circonstances perpétuellement changeantes du réel, un automatisme serait inopérant ou catastrophique. »Ainsi, « que les automatismes soient naturels, comme la marche et la préhension, ou qu'ils répondent à des techniques apprises, comme la danse, l'écriture, le jeu du pianiste, leur agilité est toujours liée au pouvoir de supprimer toutes les contradictions parasites ». De ce fait, « il n'y a d'automatisme possible que par élimination des images qui l'imposeraient à l'attention ».
L'automatisme artificiel serait alors composé d'éléments simples, intériorisés, et organisés qui, en se recomposant de façon souple, engendrent un comportement adapté à une situation particulière. Yves Clot décrit cette caractéristique dans le cadre de la psychologie du travail : « À la manière d’Henri Wallon, chez qui on trouve l’une des plus belles critiques des conceptions amorphes de l’automatisme gestuel, on pourrait dire qu’ici, le couronnement de l’automatisme ce n’est pas d’avoir fixé dans le collectif un certain enchaînement d’actions obligatoires, c’est au contraire la liberté croissante dont chacun peut bénéficier dans le choix des actions à enchaîner. Le genre possède le ressort et la contenance qui permettent à chacun d’emprunter aux chaînes opératoires et symboliques déjà constituées ceux de leurs éléments qui doivent servir à constituer une forme nouvelle d’action devant les inattendus du réel ».